# Young Man with a Horn
| Оценки критиков | Оценки критиков |
| Источник        | Оценка          |
| --------------- | --------------- |
| AllMusic        | [ 2 ]           |

Young Man with a Horn — саундтрек-альбом американской певицы Дорис Дэй и трубача Гарри Джеймса, записанный для фильма «Трубач» 1950 года. Пластинка была крайне популярна у слушателей, она провела одиннадцать недель подряд на вершине альбомного чарта Billboard.

## Список композиций
| №                   | Название                                        | Автор(ы)                         | Длительность |
| ------------------- | ----------------------------------------------- | -------------------------------- | ------------ |
| 1.                  | «I May Be Wrong (But I Think You’re Wonderful)» | Гарри Раскин, Генри Салливан     | 3:01         |
| 2.                  | «The Man I Love»                                | Джордж Гершвин, Айра Гершвин     | 3:05         |
| 3.                  | «The Very Thought Of You»                       | Рей Нобл                         | 3:00         |
| 4.                  | «Melancholy Rhapsody»                           | Сэмми Кан, Рэй Гейндорф          | 2:59         |
| 5.                  | «Get Happy»                                     | Гарольд Арлен, Тед Колер         | 2:56         |
| 6.                  | «Too Marvelous For Words»                       | Ричард А. Уайтинг, Джонни Мерсер | 3:17         |
| 7.                  | «Limehouse Blues»                               | Филипп Брахам, Дуглас Фербер     | 2:20         |
| 8.                  | «With A Song In My Heart»                       | Ричард Роджерс, Лоренц Харт      | 3:07         |
| Общая длительность: | Общая длительность:                             | Общая длительность:              | 24:09        |

| №                   | Название                   | Автор(ы)                               | Длительность |
| ------------------- | -------------------------- | -------------------------------------- | ------------ |
| 9.                  | «Would I Love You»         | Боб Расселл, Гарольд Спайна            | 3:03         |
| 10.                 | «Pretty Baby»              | Эджберт Олстайн, Гас Кан, Тони Джексон | 3:02         |
| 11.                 | «I Only Have Eyes for You» | Эл Дубин, Гарри Уоррен                 | 2:54         |
| 12.                 | «Lullaby of Broadway»      | Эл Дубин, Гарри Уоррен                 | 3:27         |
| Общая длительность: | Общая длительность:        | Общая длительность:                    | 36:35        |

## Чарты
| Чарт (1949)                | Пиковая позиция |
| -------------------------- | --------------- |
| США (Billboard Top Albums) | 1               |